# Station Saint-Hilaire - Brizambourg
Station Saint-Hilaire-Brizambourg is een spoorweghalte in de Franse gemeente Saint-Hilaire-de-Villefranche.